# ایوار ایواسک
ایوار ویدریک ایواسک (به استونیایی: Ivar Vidrik Ivask) ‏ (۱۷ دسامبر ۱۹۲۷ ریگا - ۲۳ سپتامبر ۱۹۹۲ فاونتینزتاون، ایرلند)، شاعر و پژوهشگر ادبی اهل استونی بود.
ایوار ایواسک سال‌ها استاد ادبیات معاصر در دانشگاه اوکلاهما بود. وی از سال ۱۹۶۷ در همان ایالت مدیریت کتاب «ادبیات امروز جهان» را بر عهده گرفت. او با «آسترید ایواسک» از زنان شاعر لیتوانی ازدواج کرده‌است.
از ایواسک شش مجموعه شعر به زبان استونیایی چاپ و منتشر شده‌است و افزون بر آن یک مجموعه شعر با نام «زمین آیینه‌گون» به زبان آلمانی چاپ و منتشر کرده‌است. مجموعهٔ کامل شعرهای او با نام «مجموعه زندگی» در سال ۱۹۷۸ چاپ و منتشر شد که در برگیرندهٔ طرح‌های خود او نیز هست. وی نخستین نمایشگاه انفرادی خود را در سال ۱۹۷۹ برگزار کرد.
ایوار ایواسک در سال ۱۹۹۲ درگذشت.